# Sobotka
Sobotka település Csehországban, a Jičíni járásban. Sobotka Mladějov, Dolní Bousov, Libošovice, Markvartice, Osek és Samšina településekkel határos. Lakosainak száma 2432 fő (2024. január 1.).

## Népesség
A település lakosságának változását az alábbi diagram mutatja:
| Lakosok száma | 3642 | 3395 | 3254 | 2554 | 2365 | 2289 | 2399 | 2371 | 2318 | 2432 |
|               | 1869 | 1890 | 1921 | 1950 | 1980 | 2001 | 2017 | 2019 | 2022 | 2024 |